# Teresa Starmach
Teresa Barbara Starmach (ur. 16 października 1949 w Krakowie, zm. 30 lipca 2023 tamże) – polska nauczycielka, działaczka samorządowa i społeczna, w latach 1998–2002 wiceprezydent Krakowa.

## Życiorys
Absolwentka X Liceum Ogólnokształcącego w Krakowie, ukończyła następnie studia na Wydziale Matematyczno-Fizyczno-Technicznym Akademii Pedagogicznej w tym mieście. Od 1976 do czasu przejścia w 2003 na emeryturę pracowała jako nauczycielka fizyki w XV Liceum Ogólnokształcącym w Krakowie, następnie podjęła pracę w ośrodku szkolno-wychowawczym.
W 1980 wstąpiła do „Solidarności”, brała udział w tworzeniu drugoobiegowego pisma „Hutnik” związanego ze związkowcami Huty im. Lenina. Od 1981 do 1998 zasiadała w zarządzie Regionu Małopolska NSZZ „S”. W 1998 została wybrana (z listy Akcji Wyborczej Solidarność) na radną miejską Krakowa, weszła w skład zarządu miasta Andrzeja Gołasia jako jego zastępca ds. edukacji. Od 2002 związana z Platformą Obywatelską, z jej ramienia uzyskała reelekcję w wyborach miejskich.
W 2006 uzyskała mandat radnej sejmiku małopolskiego III kadencji. Nie utrzymała go cztery lata później, radną wojewódzką IV kadencji została jednak w 2011 w ramach uzupełnienia składu sejmiku. Weszła w skład zarządu oddziału stowarzyszenia Wspólnota Polska. W 2014 bez powodzenia ubiegała się o ponowny wybór do sejmiku województwa. W 2015 bezskutecznie kandydowała do Sejmu, objęła w tymże roku mandat radnej sejmiku V kadencji, zastępując Bogusława Sonika. W 2018 nie ubiegała się o reelekcję.

## Odznaczenia i wyróżnienia
W 2012 prezydent Bronisław Komorowski odznaczył ją Krzyżem Kawalerskim Orderu Odrodzenia Polski. W 2023 przez prezydenta Andrzeja Dudę została odznaczona pośmiertnie Krzyżem Komandorskim tego orderu.
W 2002 otrzymała Srebrny Krzyż Zasługi, a w 2020 Krzyż Wolności i Solidarności. W 2010 wyróżniona Medalem „Niezłomnym w słowie”.